# Когаз
Когаз (Когац, Гауну-Цаксоу, Гоуну-Тсацоу) (Cogaz) е по-големият от двамата сина на създателя на света Цагн и жена му Коти и брат на Гви, според бушменската митология. Той е изтъкнат вожд, а функциите му са на културен герой. Носи в себе си мъдрост, заради която дори Цагн често иска съвети от него. Тримата велики водачи на бушмените според легендите са Цагн, Когаз и Куансикуитша (Qwanciqutshaa). Те притежават голяма сила и могъщество, но Цагн е този, на когото всички се подчиняват. Съществуват записани няколко легенди, свързани с Когаз и баща му.

## Митът за змиите
Дъщерята на Цагн се скарала с баща си, решила да се самоубие, избягала и се хвърлила сред гъмжило от змии. Оказало се, че всъщност те били мъже, а техният вожд я харесал и се оженил за нея. Цагн изпратил сина си Когаз да я доведе обратно и му дал магическия си зъб да му помага. Когато Когаз се приближил с групата си от млади мъже към змиите, те се ядосали, но вождът им успял да ги успокои. Братът взел сестра си и тръгнали да се връщат. Но преди това мъжете овързали около краката и телата си тръстики и така потеглили на път. Три от змиите обаче ги последвали, опитали се да ги ухапят, но достигали само до тръстиките. Опитали всевъзможни начини да ги унищожат. Предизвикали буря, която да ги избута във водата, но и този опит пропаднал. Защото Когаз носел със себе си вълшебния зъб, който го предпазвал от всякакви беди. Младежите се върнали при змийския вожд понеже разбирали, че скоро цялото поле ще се наводни от бурята. Затова бързо построили висока площадка от върбови пръчки и се покачили върху нея заедно с останалите змии. Когато преследвачите се върнали, жените им ги хванали и ги изхвърлили във водата. А хората, вождът и змиите се спасили, покачени на площадката. След като Когаз и сестра му се прибрали вкъщи, Цагн върнал младежа обратно да доведе и змиите. Когато пристигнали, богът ударил всяка от тях с тоягата си, те се измъкнали от кожите си и се превърнали в хора.

## Митът забабуините
Много, много отдавна бабуините били също такива ниски хора като бушмените, но злонамерени и свадливи. Веднъж те срещнали Когаз, сина на Цагн, който бил изпратен от баща си да нареже пръчки за направа на лъкове. Бабуините го хванали и се развикали, защото мислели, че лъковете ще послужат за тяхното убийство. За да се предпазят решили да убият момчето. Обесили го на върха на високо дърво и започнали да танцуват и пеят победни песни около него. Цагн усетил, че става нещо недобро със сина му. Натрил малко магически прах на носа си и разбрал, че дребните хора са убили Когаз. Бързо ги открил и въпреки страха им, ги принудил да продължат танците и песента, в която се разказвало какво се е случило. След това взел една кошница, пълна със съчки и започнал да забива по една пръчка отзад на всеки един от танцуващите, която веднага се превръщала в опашка. Един след друг те побягнали към планините, подскачайки и размахвайки маймунските си опашки за да заживеят в корените на дърветата с бръмбарите и скорпионите, да пощят бълхите си и да бърборят глупости за вечни времена. Защото така били превърнати в бабуини. А Цагн се качил на дървото, свалил тялото на Когаз и му вдъхнал живот отново, като му дал от растението кана. От този ден бушмените са единствените хора, които разбират езика на бабуините и даже могат да разговарят по малко с тях.

## Митът заорела
Богът-създател Цагн срещнал един орел, който взимал мед от пчелите. Той го помолил да му даде малко, а орелът му предложил да почака. Излитал още няколко пъти и всеки път се връщал с нова пита мед. Когато събрал доста голямо количество, посъветвал Цагн да отиде и сам да си вземе останалия. Цагн се изкатерил по скалите, но горе не били останали никакви пити и той успял само да оближе скалата, по която медът бил полепнал. Когато решил да слезе, разбрал, че височината е твърде голяма и няма да успее да се справи. Тогава се сетил за амулетите в колана си, извадил няколко и ги изпратил при Когаз за съвет. Съветът на Когаз бил да сътвори вода, която да пада от скалите и да слезе по нея. Така Цагн успял да стигне до земята. После още три пъти се качвал и слизал по водата, все по-високо и по-високо. Докато на третия път стигнал до гнездото на орела, като приел формата на голяма антилопа. Орелът видял антилопата и се опитал да я убие. Хвърлил копие към нея, но то минало отляво, хвърлил второ, което минало отдясно. Третото копие минало между краката ѝ. Тогава орелът се хвърлил върху нея, но изведнъж ударила силна градушка и го зашеметила. Цагн го убил, взел меда и се върнал вкъщи. Там го посрещнал Когаз, който го предупредил да не влиза в такива боеве, защото в бъдеще това може да му донесе сериозни неприятности.

## Митът за великаните
Често в рисунките на бушмените се срещат уродливи великани, въоръжени с бойни брадви. Наричат ги Ообе. Те били канибали, които режели главите на хората, убивали жените и изтегляли кръвта през носовете им. Веднъж Цагн изпратил сина си Когаз при тях, като му дал вълшебния си зъб, който да го предпазва от беди. Когато Когаз пристигнал, Ообе го атакували няколко пъти, но той се качил върху бащиния зъб, който изведнъж израснал много нависоко и великаните не могли да го достигнат. Там той първо си сготвил храна, а после засвирил с тръстиковата си флейта. Чувайки музиката, великаните заспали, а Когаз слязъл от зъба и си тръгнал. Но Ообе го последвали и се наложило отново да се качва на зъба. При следващата атака Когаз успял да убие няколко от тях с отровните си стрели. Когато разбрал от сина си какво се е случило, Цагн решил, че не желае да вижда повече великаните, защото били канибали. Част от тях убил, а събраните им одеяла и сандали нарязал на парчета. После превърнал тези парчета в диви кучета, които се втурнали срещу останалите великани и ги прогонили надалеч. Някои автори предполагат, че бушмените са наричали Ообе хората от племената банту, които често са нападали земите им и които в онези далечни времена наистина са били канибали.